# スタークコーポレーション
株式会社スタークコーポレーション（英文社名：STORK Corporation）は、東京都港区に本社を置く日本の芸能プロダクション

## 概要
タレントプロダクション事業をはじめ、外資系企業系列子会社、講演会への人材派遣、飲食事業部、貿易、食品、化粧品販売などを主な事業としているほか、演技やダンスの養成学校を主宰している。また、新人オーディションも積極的に行っている。

## 沿革
- 2000年4月24日 - 設立。

### 所在地
- 本社東京都港区

## 所属タレント
（2015年11月現在）

### 男性
（提携）
- 小西博之
- 村松良一
- 都築アレックス孝暢
- 吉岡大輔
- 濱田嘉幸
- 大和守正
- 森岡宏治
- 馬場場番
- 池頭恵人
- 大山剛史
- 藤宮あさひ
- 岡村しんじ
- 堤裕樹

### 女性
- 桜庭幸子
- 谷川裕江
- 吉川ひとみ
- 若菜シエル
- 平野愛美
- 武井麻妃
- 宮川朝美
- 保谷早亜羅
- 桐原真奈
- 澤田優花
- 森田未悠
- 高辻知枝（業務提携）[要出典]
- 金田彩花（業務提携）[要出典]
- 渡邊みなと

### 過去
- 大津尋葵
- 大友一央
- 荻島剛
- 香月
- 上良早紀
- 今野哲治
- 坂元剛
- 白石涼那
- 諏訪薫
- 高木淳
- 田口あゆみ
- 田中弘太郎
- 冨永真佑
- 仲村浩
- 中山佳子
- 成田愛
- 原田琢磨
- ブッチー武者
- 堀江南帆
- 丸山朋子